# Meinrad Busslinger
Meinrad Busslinger (* 30. Juli 1952 in Gebenstorf, Schweiz) ist ein Schweizer Molekularbiologe und Immunologe, der für seine Arbeiten auf dem Gebiet der B-Zellentwicklung bekannt ist. Busslinger ist Senior Scientist und stellvertretender wissenschaftlicher Direktor des Forschungsinstituts für Molekulare Pathologie (IMP) in Wien, Österreich.

## Leben und wissenschaftliche Laufbahn
Meinrad Busslinger ist in der Stadt Zug (Schweiz) aufgewachsen, wo er die Kantonsschule besuchte. Von 1972 bis 1976 studierte er Naturwissenschaften an der Eidgenössischen Technischen Hochschule (ETH) in Zürich, wo er im Fach Biochemie diplomierte.
Von 1976 bis 1981 arbeitete Busslinger als Doktorand bei Max L. Birnstiel an der Universität Zürich an der molekularen Analyse der Histongene des Seeigels. Seine Dissertationsarbeit führte zur Entdeckung wichtiger Regulationselemente, die die transkriptionelle Kontrolle der Genexpression steuern. 1981 promovierte er in Molekularbiologie.
Die nächste Station in seiner wissenschaftlichen Laufbahn war ein vom Schweizerischen Nationalfonds geförderter Forschungsaufenthalt (1981–1982) als Post-Doktorand in der Gruppe von Richard A. Flavell am MRC Institut Mill Hill in London. Hier identifizierte Busslinger die Mutation eines einzigen Basenpaars im ersten Intron des beta-Globingens als molekulare Ursache für die Entstehung von beta+-Thalassämie.
Im Jahr 1983 trat Busslinger eine Gruppenleiterstelle am Institut für Molekularbiologie II der Universität Zürich an. Hier entdeckte er neuartige Histongene des Seeigels und identifizierte einen gewebe-spezifischen Transkriptionsfaktor (TSAP) als wichtigen Regulator dieser Gene, der später als ein Mitglied der Familie der Paired box (Pax)-enthaltenden Transkriptionsfaktoren erkannt wurde.
Im Jahr 1987 warb Max Birnstiel Busslinger als einen der ersten Senior Scientists des neuen Forschungsinstituts für Molekulare Pathologie (IMP) in Wien an. 1996 wurde Busslinger Professor in Molekularer Genetik an der Universität Wien ernannt. 2007 wurde er Director of Academic Affairs und 2013 stellvertretender wissenschaftlicher Direktor des IMP.

## Forschungsschwerpunkte
Am IMP identifizierte Busslinger einen B-zell-spezifischen Transkriptionsfaktor der Säugetiere als homologes Protein des Seeigelfaktors TSAP, was zu einer Verlagerung des Fokus seiner Forschungsarbeiten von der Seeigelembryologie auf die B-Zellimmunologie führte. Proteinreinigung und Sequenzierung identifizierten den B-zell-spezifischen Transkriptionsfaktor als Pax5, und Geninaktivierung in der Maus definierte Pax5 als einen wichtigen Regulator der B-Zellentwicklung.
1999 publizierte Busslinger die erste molekulare Definition eines Zelllinien-Determinierungsprozesses. Pax5 wurde als Determinierungsfaktor der B-Zelllinie identifiziert, der durch Repression von in anderen hämatopoietischen Linien exprimierter Gene das Entwicklungspotential lymphoider Vorläuferzellen auf die B-Zellreihe einschränkt und gleichzeitig die B-Zellentwicklung durch Aktivierung B-zell-spezifischer Gene vorantreibt. Weitere Experiment zeigten, dass Pax5 eine wichtige Rolle während der ganzen B-Zellentwicklung sowie als Tumorsuppressor oder Onkoprotein bei der B-Zellleukämie spielt. Weiters beschrieben Busslinger und sein Labor Funktionen anderer wichtiger Transkriptionsfaktoren, wie  E2A, EBF1, Ikaros und Blimp1, für die Kontrolle verschiedener Aspekte der B-Zellimmunität.
Busslinger erforschte auch, wie der ausgedehnte Lokus, der für die schwere Kette von Immunglobulins (IgH) kodiert, sich während der frühen B-Zellentwicklung im Zellkern durch Schleifenbildung räumlich kontrahiert. Diese Kontraktion führt dazu, dass die V (Variable)-Gensegmente in die Nähe der D (Diversity)-Segmente zu liegen kommen, was die V-zu-DJ Rekombination ermöglicht, wodurch ein funktionelles IgH Gen entstehen kann. Busslinger identifizierte Pax5 als einen essentiellen Regulator, der für die Kontraktion mittels Schleifenbildung entlang des ganzen IgH Lokus verantwortlich ist.

## Mitgliedschaften und Auszeichnungen
- 1981 Postdoc-Stipendium des Schweizerischen Nationalfonds
- 1990 Mitglied der European Molecular Biology Organization (EMBO)[13]
- 2000 Mitglied der Academia Europaea[14]
- 2001 Wittgenstein-Preis[15]
- 2005 Korrespondierendes Mitglied, Österreichische Akademie der Wissenschaften[16]
- 2009 Wirkliches Mitglied, Österreichische Akademie der Wissenschaften
- 2012 European Research Council (ERC) Advanced Grant[17]
- 2010 Rudolf-Virchow-Medaille, Medizinische Fakultät der Universität Würzburg[18]
- 2015 Ehrenmitglied der Schweizerischen Gesellschaft für Allergologie und Immunologie
- 2017 European Research Council Advanced Grant
- 2020 Preis der Stadt Wien für Naturwissenschaften[19]
- 2025 Silbernes Ehrenzeichen für Verdienste um das Land Wien[20]